# Алагићи (Крешево)
Алагићи је насељено место у Босни и Херцеговини у општини Крешево. Административно припада Федерацији Босне и Херцеговине, односно њеном Средњобосанском кантону. Према попису становништва из 2013. у насељу је било 296 становника, а већинску популацију чинили су Хрвати.

## Становништво
По последњем службеном попису становништва из 2013. године у овом насељу живело је 296 становника, а село је било етнички хомогено са већинском хрватском популацијом.
| Националност | 2013. | 1991.        | 1981.        | 1971.        |
| Хрвати       | —     | 210 (91,70%) | 217 (100,0%) | 185 (99,46%) |
| Бошњаци      | —     | 0            | 0            | 1 (0,54%)    |
| Југословени  | —     | 11 (4,80%)   | 0            | 0            |
| остали       | —     | 8 (3,49%)    | 0            | 0            |
| Укупно       | 296   | 229          | 217          | 186          |